# Leerdammer kaas
Leerdammer is sinds 1977 de merknaam van een Nederlandse kaassoort uit Schoonrewoerd, nabij de stad Leerdam in de gemeente Vijfheerenlanden, vanaf 2019 deel van de provincie Utrecht. Het merk was sinds 2002 eigendom van het Franse kaasbedrijf Le Groupe Bel en werd in 2021 verkocht aan Groupe Lactalis.
Leerdammer kaas dateert uit het begin van de jaren 1970. Een kaasfabrikant uit Leerdam en een handelaar uit Schoonrewoerd ontwikkelden een kaassoort met de smaak van Goudse kaas en de gaten van Emmentaler. Later kwamen er ook andere variaties en smaken. De kaas wordt geproduceerd in Schoonrewoerd nabij Leerdam en in Dalfsen (Overijssel), waar alle rechthoekige kazen worden geproduceerd die verwerkt worden in de voorverpakte kaas. Het stremsel van deze kaas is van vegetarische oorsprong.
De smaak van Leerdammer lijkt een beetje op die van Emmentaler, Leerdammer heeft een iets rondere smaak. Bovendien heeft de kaas een zoete nootachtige smaak die toeneemt naarmate de kaas ouder wordt.
Kenmerkend voor de vorm van de ronde kazen is, dat één rand van de kaas (bijna) recht is, terwijl bij bijvoorbeeld Goudse kaas beide randen rond zijn.